# Jakub Walerian Tumanowicz
Jakub Walerian Tumanowicz (ur. 14 lipca 1714 w Stanisławowie, zm. 2 września 1798 we Lwowie), duchowny ormiańskokatolicki, od 1771 biskup-koadiutor archidiecezji lwowskiej obrządku ormiańskiego (konsekrowany 1772). W 1783 objął w pełni rządy jako arcybiskup.
Za jego rządów doszło do kasaty licznych parafii i kościołów ormiańskich na terenach archidiecezji zagarniętych przez Austrię w pierwszym rozbiorze Polski. Na terenach archidiecezji pozostających pod zwierzchnictwem Rzeczypospolitej arcybiskup nadzorował budowy nowych kościołów (m.in. Kamieniec Podolski, Mohylów Podolski).
Arcybiskup Tumanowicz spoczął na Cmentarzu Łyczakowskim.